# Давид ди Донателло 1959
4-я церемония вручения наград премии «Давид ди Донателло» состоялась 26 июля 1959 года в Театре в Тавромении.

## Номинанты и победители

### Лучшая режиссур
- Альберто Латтуада — Буря

### Лучший продюсер
- Дино Де Лаурентис — Буря (ex aequo)
- Сильвио Клементелли и Гоффредо Ломбардо — Обнажённая маха (ex aequo)

### Лучшая женская роль
- Анна Маньяни — Ад посреди города

### Лучшая иностранная актриса
- Дебора Керр — За отдельными столиками

### Лучший иностранный актёр
- Жан Габен — Сильные мира сего

### Лучший иностранный фильм
- Жижи, режиссёр Винсент Миннелли

### Золотая пластина
- Сьюзен Хэйуорд — Я хочу жить!
- Софи Лорен — Чёрная орхидея
- Ренато Рашель — Policarpo, ufficiale di scrittura

### Международная награда «Olympus» для театра
- Джоан Литтлвуд